# James Toney
James Nathanial Toney (Grand Rapids (Michigan), 24 augustus 1968) is een Amerikaans voormalig bokser die wereldtitels won in het middengewicht, supermiddengewicht en cruisergewicht. 
Toney begon zijn professionele carrière op 26 oktober 1988 tegen Stephen Lee, die hij versloeg middels een technische knock-out in de tweede ronde. Een gelijkspel met Sanderline Williams was de eerste tegenslag in zijn carrière, hoewel hij hem drie maanden later versloeg op knock-out.
Op 10 maart 1989 werd zijn coach Johnny "Ace" Smith vermoord in een bar in Detroit. Jackie Kallen werd toen zijn manager.
Nadat hij wereldkampioen werd in het middengewicht, supermiddengewicht en cruisergewicht stapte hij in 2003 over naar de zwaargewichtdivisie in een gevecht tegen voormalig kampioen Evander Holyfield, die hij won in de negende ronde door TKO. In 2005 werd hij wereldkampioen zwaargewicht door John Ruiz te verslaan, maar werd snel ontdaan van de titel wegens doping gevonden in een controle.